# Almack’s

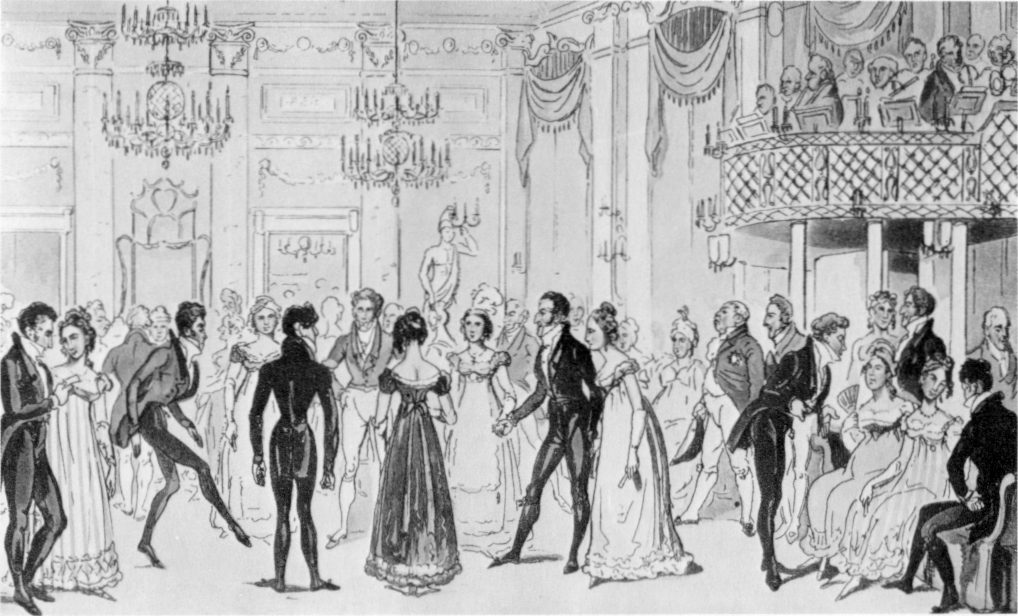
Die High Society von London bei Almack’s

Almack’s Assembly Rooms war ein Gesellschaftsklub in London, der von 1765 bis 1871 existierte, und einer der ersten Klubs, in denen Frauen und Männer Mitglied werden konnten. Er war einer der wenigen Örtlichkeiten in London, wo sich Frauen und Männer der höheren Gesellschaft außerhalb der Residenzen der Aristokratie begegnen konnten. 1781 wurde der Klub nach seinem neuen Besitzer in Willis’s Rooms umbenannt.

## Geschichte
Almack’s wurde am 20. Februar 1765 in der King Street, St. James, in London eröffnet. Die Assembly Rooms waren als Konkurrenz zu den Veranstaltungen von Teresa Cornelys im Carlisle House gedacht, deren Maskenbälle stadtbekannt waren. Zunächst wurde der Club als Brook’s für Damen bezeichnet, zu dem Frauen wie Männer Zutritt hatten. Männliche Mitglieder schlugen weibliche Mitglieder vor und wählten diese auch; umgekehrt galt dasselbe. In dieser Zeit machte Almack’s Gewinn als Casino. Der Club war jeden Abend geöffnet, es wurde dort gespielt, und Mr. und Mrs. Almack servierten ein Supper. Anfangs litt Almack’s unter der Konkurrenz von The Pantheon und den Ranelagh Gardens. Zu dieser Zeit hatte der Klub einen eher schlechten Ruf, da sich dort Frauen zum Glücksspiel trafen.
William Almack hatte zuvor Almack’s Coffee House an der Pall Mall betrieben, wo sich der Herrenklub Brooks’s gegründet hatte.

## Das klassische Almack’s

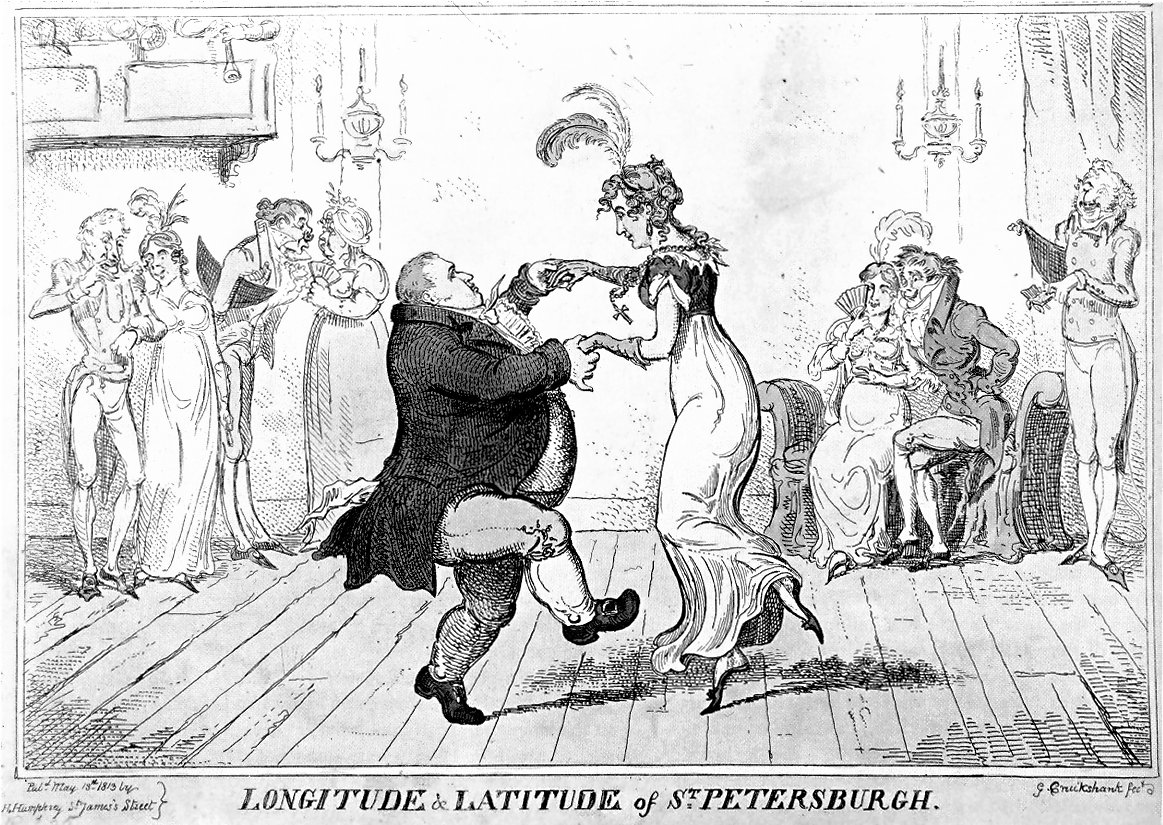
Longitude and Latitude of St Petersburgh. Karikatur eines Tanzes bei Almack’s, von George Cruikshank

Ab den 1790er Jahren änderte Almack’s seinen Charakter. Der Spielbetrieb ging zurück, und der Club diente zunehmend als eleganter Treffpunkt der Geschlechter und als Heiratsmarkt. Über die Mitgliedschaft im Klub bestimmte nun ein Komitee der einflussreichsten Damen der Londoner High Society, die Lady Patronesses of Almack’s genannt wurden.
Im Jahre 1814, während der Regency-Periode unter König Georg IV. waren dies:
- Amelia Stewart, Viscountess Castlereagh
- Sarah Villiers, Countess of Jersey
- Emily Lamb, Lady Cowper, Schwester des Premierministers Lord Melbourne, später verheiratet mit dem Premierminister Lord Palmerston
- Maria Molyneux, Countess of Sefton, Ehefrau von William Molyneux, 2. Earl of Sefton
- Sarah Drummond Burrell, deren Ehemann Peter Drummond-Burrell, 22. Baron Willoughby de Eresby ein bekannter Dandy war
- Dorothea von Lieven, Countess de Lieven, Ehefrau des russischen Botschafters Christoph von Lieven
- Maria Fürstin Esterházy, Ehefrau des österreichischen Botschafters Paul III. Anton Esterházy de Galantha

Diese Damen schufen einen Ort der Exklusivität für die Bälle, die wöchentlich mittwochs stattfanden und nun die einzige Aktivität des Klubs waren. Zutritt war lediglich jenen möglich, denen es von den Patronessen erlaubt worden war, eine nicht übertragbare Einschreibung für zehn Guinees zu erwerben. Die Eintrittskarte für Almack’s zu besitzen, bedeutete die Zugehörigkeit zur High Society. Die Patronessen trafen sich während der Ballsaison (April bis August) jeden Montag, um zu entscheiden, wer den Zutritt zu Almack’s erhielt und wer wegen schlechten Benehmens seine Karte abgeben musste. Eine Ablehnung durch die Patronessen galt indes als soziales Desaster:

„Die elegante Welt ist an Händen und Füßen von diesem halben Dutzend schöner Tyranninnen in Kingstreet, St. James’s, gefesselt. Das Konklave, das an jedem Montag während der Saison um einen runden Tisch mit rotem Tischtuch tagt, hat die Macht, durch seine Entscheidung ganze Familien zu machen oder zu vernichten. Es kann durch den bloßen Umstand, ob die Eintrittskarte zu Almack’s gewährt oder versagt wird, die Türen zur eleganten Welt öffnen oder schließen.“

Geld allein war keine Empfehlung für den Klub, dessen Regeln darauf abzielten, die Neureichen auszuschließen. Der Besitz eines Adelstitels war von Vorteil, als wichtiger galten jedoch Erziehung und gutes Benehmen. Drei Viertel des Erbadels waren Mitglied im Klub, aber andererseits auch der irische Dichter Thomas Moore.

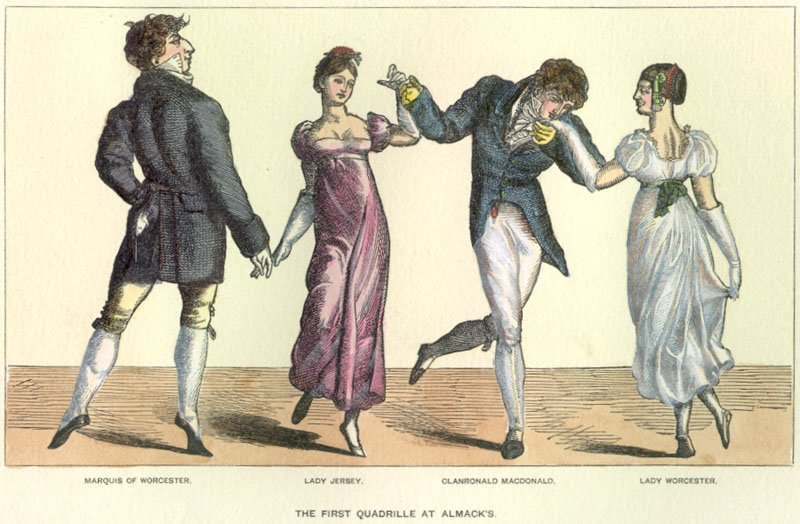
Die erste Quadrille bei Almack’s

Um jeglichen Anschein von Ungehörigkeit zu vermeiden, waren nur ländliche Tänze wie der Reel zugelassen. Später wurden noch auf Initiative von Lady Jersey die Quadrille und auf Wunsch von Countess de Lieven der Walzer eingeführt; wobei der Walzer immer noch als leicht anrüchig galt und Debütantinnen ihn nur nach Zustimmung von den Patronessen tanzen durften. Um sich von teuren privaten Bällen zu unterscheiden, wurden nur spartanische Speisen wie dünn geschnittenes Brot gereicht, und statt alkoholischer Getränke gab es nur Tee und Limonade. Für Herren waren Kniehosen vorgeschrieben, und die Türen zum Klub wurden Punkt 23 Uhr geschlossen. Selbst dem Duke of Wellington wurde einmal der Eintritt verwehrt, weil er lange Hosen trug und sieben Minuten zu spät eintraf. Caroline Lamb wurde ausgeschlossen, da sie in ihrem Roman Glenarvon einen Charakter beschrieben hatte, der offensichtlich Lady Jersey nachempfunden war.
Die Leute kamen zu Almack’s, um zu sehen und gesehen zu werden, um ihren hohen gesellschaftlichen Rang zu demonstrieren und sich mit Gleichgestellten auszutauschen. Die Herren suchten im Klub nach der passenden Braut. Zeitweise war es für eine Debütantin wichtiger, bei Almack’s zugelassen, als bei Hofe vorgestellt zu werden.
Diese strengen Prozeduren und Regeln galten bis in die Mitte der 1820er Jahre.

## Das Gebäude

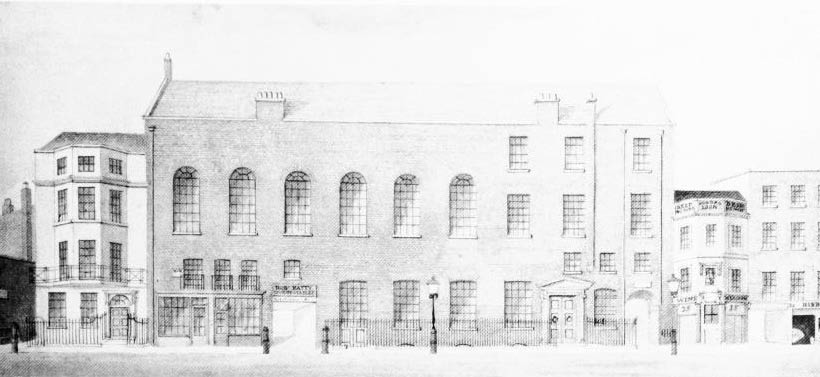
Das Gebäude, in dem sich der Klub befand

Das Gebäude, in dem sich der Klub befand, wurde im Stil des Neo-Palladianismus gebaut und befand sich auf der Südseite der King Street. Während des Zweiten Weltkriegs wurde es bombardiert und komplett zerstört. An seiner Stelle befindet sich heute ein Bürogebäude, das Almack House, an dem eine Bronzeplakette an die Existenz des Almack’s erinnert.

## Almack’s in der Literatur
In seinen Hochzeiten wurde Almack’s in jeder Fashionable Novel jener Tage erwähnt. Der Klub und seine Patronessen tauchen auch regelmäßig in den Regency Novels von Georgette Heyer und anderen Autoren dieses Genres auf.